# Ferdinando di Sassonia-Coburgo-Koháry
Ferdinando di Sassonia-Coburgo-Saalfeld (nome completo Ferdinando Giorgio Augusto, in tedesco Ferdinand Georg August von Sachsen-Coburg-Saalfeld) (Coburgo, 28 marzo 1785 – Vienna, 27 agosto 1851) fu principe di Sassonia-Coburgo-Saalfeld, Principe di Koháry e maresciallo dell'esercito austriaco.

## Biografia

### Infanzia

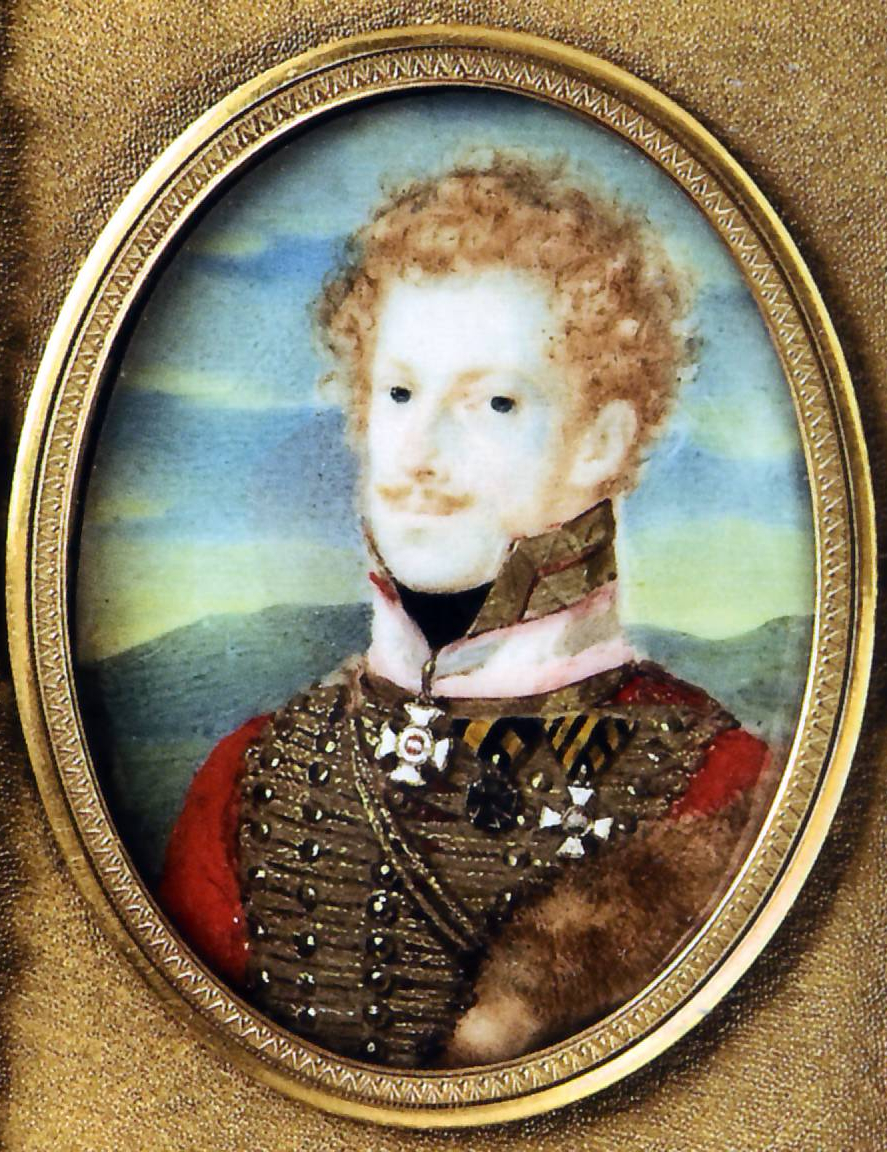
Ferdinando ritratto in giovane età da Daffinger.

Ferdinando, quinto figlio e secondo maschio di Francesco Federico di Sassonia-Coburgo-Saalfeld e di Augusta di Reuss-Ebersdorf, nacque in seno alla potente famiglia dei Sassonia-Coburgo-Saalfeld, ma dal 1826 il titolo della sua casata venne cambiato in principi di Sassonia-Coburgo-Gotha quando suo fratello Ernesto I fece dei cambiamenti territoriali con altri membri della sua famiglia.
Tra i nipoti di Ferdinando erano inclusi la Regina Vittoria e suo marito il principe Alberto, così come l'imperatrice Carlotta del Messico e suo fratello Leopoldo II del Belgio.

### Carriera militare

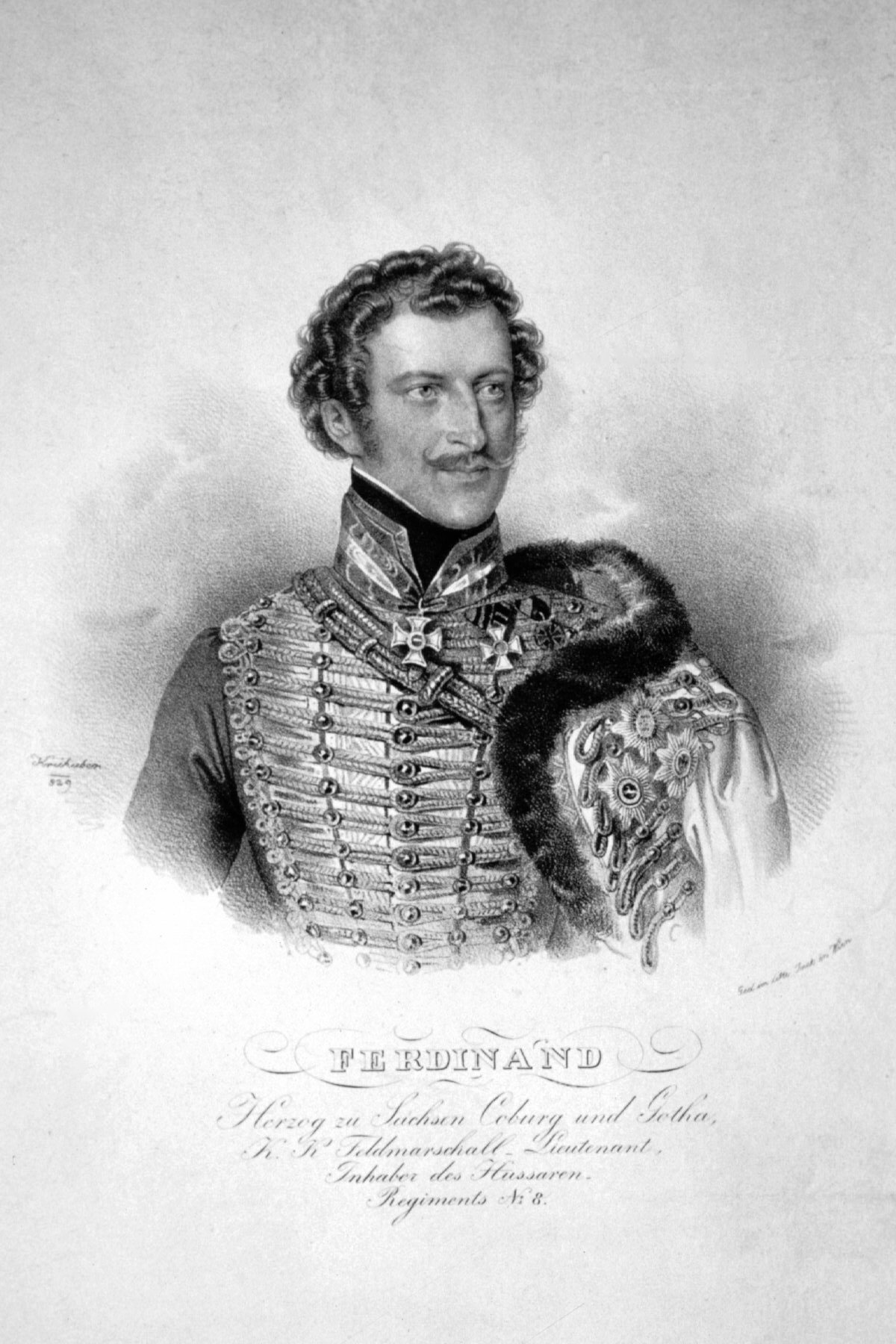
Ferdinando di Sassonia-Coburgo-Gotha in uniforme in una litografia d'epoca.

Entrato ancora giovane nell'esercito imperiale austriaco, il 10 dicembre 1791 Ferdinando venne nominato Sottotenente nel Reggimento di Dragoni "Cuburgo" Nr. 6. Venne promosso tenente il 1º marzo 1796 e secondo Rittermeister il 18 novembre 1798. Il 1º febbraio 1802 venne trasferito al reggimento di cavalleggeri "principe Rosenberg" ove venne promosso maggiore il 29 settembre 1804. Il 1º gennaio 1805 venne trasferito al reggimento di ussari "Conte di Blankenstein" Nr.6 ove il 6 agosto di quell'anno venne promosso tenente colonnello.
Il 15 settembre 1808 Ferdinando divenne colonnello nel reggimento di ussari Arciduca Ferdinando d'Este Nr.3. Fu con questo reggimento che egli fece le proprie significative esperienze belliche combattendo nelle guerre della Quinta coalizione sotto il comando del feldmaresciallo principe di Hohenzollern. Durante questi anni ricevette la croce di cavaliere dell'Ordine Militare di Maria Teresa e poco prima della Battaglia di Wagram a cui prese parte venne nominato Generale di Cavalleria nel reggimento del principe di Liechtenstein. Il 15 aprile 1811 venne nominato Maggiore Generale.
Durante le guerre della Sesta coalizione, Ferdinando prese parte alla Battaglia di Kulm e nel 1813 partecipò alla Battaglia di Lipsia. Nel 1814, come riconoscimento per i suoi distinti sforzi bellici, ottenne la croce di commendatore dell'Ordine Militare di Maria Teresa.

### Matrimonio

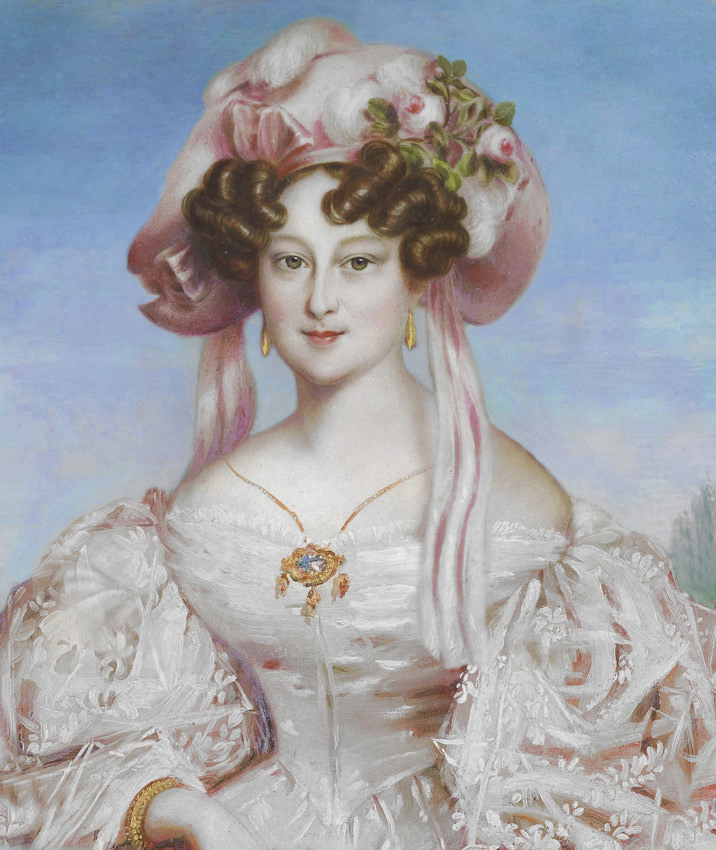
Maria Antonia di Koháry

Sposò, il 2 gennaio 1816 a Vienna, la ricca principessa Maria Antonia di Koháry, ultima erede di tale famiglia, divenendo pertanto principe di Koháry. Nel 1826 il casato di Sassonia-Coburgo-Saalfeld cambiò denominazione divenendo Sassonia-Coburgo-Gotha, e pertanto anche Ferdinando cambiò cognome. Ferdinando, inoltre, convertendosi al cattolicesimo a seguito del matrimonio con Maria Antonia, diede origine al ramo cattolico della dinastia di Sassonia-Coburgo, i Sassonia-Coburgo-Koháry appunto.
Tra i loro discendenti si annoverano: Pietro V di Portogallo, Luigi I di Portogallo, Carlo I di Portogallo, Manuele II di Portogallo, Federico Augusto III di Sassonia, Carlo I d'Austria, Otto d'Asburgo, Ferdinando I di Romania, Carlo II di Romania, Ferdinando I di Bulgaria, Boris III di Bulgaria, Simeone II di Bulgaria ed Enrico d'Orléans, conte di Parigi.

### Morte

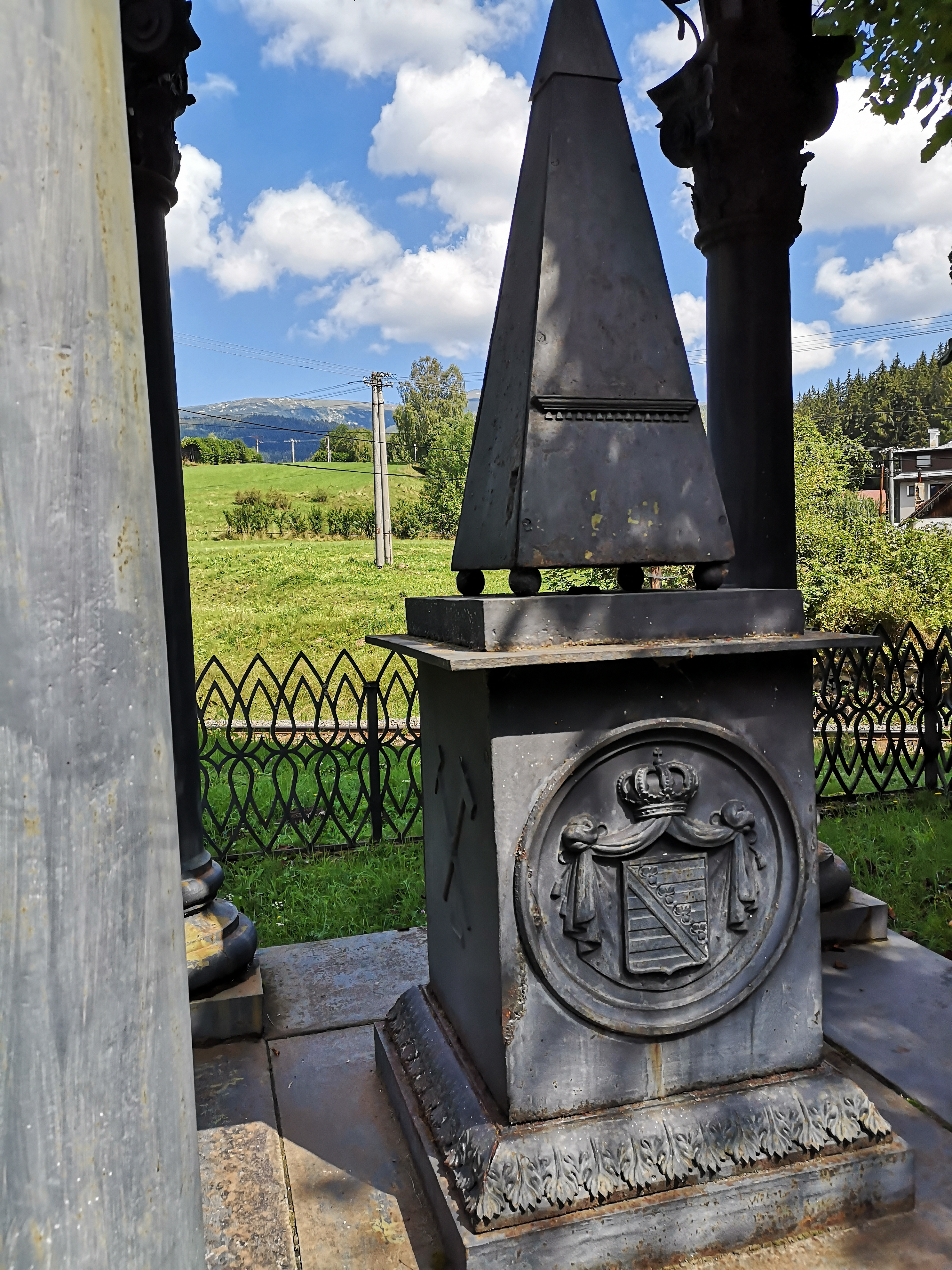
Memoriale di Ferdinando di Sassonia-Coburgo-Koháry a Pohorelá.

Ferdinando morì a Vienna il 27 agosto 1851 all'età di 66 anni. Venne sepolto nel Mausoleo "auf dem Glockenberg" di Coburgo.

## Discendenza
Dal matrimonio con Maria Antonia di Koháry nacquero quattro figli:
- Ferdinando (29 ottobre 1816-15 dicembre 1885), sposò Maria II del Portogallo diventando co-reggente del Portogallo;
- Augusto (13 giugno 1818-26 luglio 1881), sposò Clementina d'Orléans;
- Vittoria (16 febbraio 1822-10 novembre 1857), sposò Luigi, Duca di Nemours;
- Leopoldo (31 gennaio 1824-20 maggio 1884), sposò Constantina Adelaide Teresa Geiger.

## Ascendenza
|                                                 |                                 |                                             | Genitori                                      |  |  | Nonni |  |  | Bisnonni                                      |  |  | Trisnonni                                     |  |
|                                                 |                                 |                                             |                                               |  |  |       |  |  | Francesco Giosea di Sassonia-Coburgo-Saalfeld |  |  | Giovanni Ernesto di Sassonia-Coburgo-Saalfeld |  |
|                                                 |                                 |                                             |                                               |  |  |       |  |  | Francesco Giosea di Sassonia-Coburgo-Saalfeld |  |  | Giovanni Ernesto di Sassonia-Coburgo-Saalfeld |  |
|                                                 |                                 | Carlotta Giovanna di Waldeck-Wildungen      |                                               |  |  |       |  |  | Francesco Giosea di Sassonia-Coburgo-Saalfeld |  |  |                                               |  |
| Ernesto Federico di Sassonia-Coburgo-Saalfeld   |                                 |                                             |                                               |  |  |       |  |  | Francesco Giosea di Sassonia-Coburgo-Saalfeld |  |  |                                               |  |
|                                                 |                                 | Anna Sofia di Schwarzburg-Rudolstadt        | Luigi Federico I di Schwarzburg-Rudolstadt    |  |  |       |  |  |                                               |  |  |                                               |  |
|                                                 |                                 | Anna Sofia di Schwarzburg-Rudolstadt        | Luigi Federico I di Schwarzburg-Rudolstadt    |  |  |       |  |  |                                               |  |  |                                               |  |
|                                                 |                                 | Anna Sofia di Schwarzburg-Rudolstadt        | Anna Sofia di Sassonia-Gotha-Altenburg        |  |  |       |  |  |                                               |  |  |                                               |  |
| Francesco Federico di Sassonia-Coburgo-Saalfeld |                                 | Anna Sofia di Schwarzburg-Rudolstadt        |                                               |  |  |       |  |  |                                               |  |  |                                               |  |
|                                                 |                                 | Ferdinando Alberto II di Brunswick-Lüneburg | Ferdinando Alberto I di Brunswick-Lüneburg    |  |  |       |  |  |                                               |  |  |                                               |  |
|                                                 |                                 | Ferdinando Alberto II di Brunswick-Lüneburg | Ferdinando Alberto I di Brunswick-Lüneburg    |  |  |       |  |  |                                               |  |  |                                               |  |
|                                                 |                                 | Ferdinando Alberto II di Brunswick-Lüneburg | Cristina d'Assia-Eschwege                     |  |  |       |  |  |                                               |  |  |                                               |  |
| Sofia Antonia di Brunswick-Wolfenbüttel         |                                 | Ferdinando Alberto II di Brunswick-Lüneburg |                                               |  |  |       |  |  |                                               |  |  |                                               |  |
|                                                 |                                 | Antonietta Amalia di Brunswick-Wolfenbüttel | Luigi Rodolfo di Brunswick-Lüneburg           |  |  |       |  |  |                                               |  |  |                                               |  |
|                                                 |                                 | Antonietta Amalia di Brunswick-Wolfenbüttel | Luigi Rodolfo di Brunswick-Lüneburg           |  |  |       |  |  |                                               |  |  |                                               |  |
|                                                 |                                 | Antonietta Amalia di Brunswick-Wolfenbüttel | Cristina Luisa di Oettingen-Oettingen         |  |  |       |  |  |                                               |  |  |                                               |  |
| Ferdinando di Sassonia-Coburgo-Koháry           |                                 | Antonietta Amalia di Brunswick-Wolfenbüttel |                                               |  |  |       |  |  |                                               |  |  |                                               |  |
|                                                 | Enrico XXIII di Reuss-Ebersdorf | Enrico X di Reuss-Lobenstein                |                                               |  |  |       |  |  |                                               |  |  |                                               |  |
|                                                 | Enrico XXIII di Reuss-Ebersdorf | Enrico X di Reuss-Lobenstein                |                                               |  |  |       |  |  |                                               |  |  |                                               |  |
|                                                 | Enrico XXIII di Reuss-Ebersdorf | Erdmuthe Benigna di Solms-Laubach           |                                               |  |  |       |  |  |                                               |  |  |                                               |  |
| Enrico XXIV di Reuss-Ebersdorf                  | Enrico XXIII di Reuss-Ebersdorf |                                             |                                               |  |  |       |  |  |                                               |  |  |                                               |  |
|                                                 |                                 | Sofia Teodora di Castell-Remlingen          | Wolfgang Dietrich di Castell-Castell          |  |  |       |  |  |                                               |  |  |                                               |  |
|                                                 |                                 | Sofia Teodora di Castell-Remlingen          | Wolfgang Dietrich di Castell-Castell          |  |  |       |  |  |                                               |  |  |                                               |  |
|                                                 |                                 | Sofia Teodora di Castell-Remlingen          | Dorotea Renata di Sinzendorf                  |  |  |       |  |  |                                               |  |  |                                               |  |
| Augusta di Reuss-Ebersdorf                      |                                 | Sofia Teodora di Castell-Remlingen          |                                               |  |  |       |  |  |                                               |  |  |                                               |  |
|                                                 |                                 | Giorgio Augusto di Erbach-Schönberg         | Giorgio Alberto II di Erbach-Fürstenau        |  |  |       |  |  |                                               |  |  |                                               |  |
|                                                 |                                 | Giorgio Augusto di Erbach-Schönberg         | Giorgio Alberto II di Erbach-Fürstenau        |  |  |       |  |  |                                               |  |  |                                               |  |
|                                                 |                                 | Giorgio Augusto di Erbach-Schönberg         | Anna Dorotea Cristina di Hohenlohe-Waldenburg |  |  |       |  |  |                                               |  |  |                                               |  |
| Carolina Ernestina di Erbach-Schönberg          |                                 | Giorgio Augusto di Erbach-Schönberg         |                                               |  |  |       |  |  |                                               |  |  |                                               |  |
|                                                 |                                 | Ferdinanda Enrichetta di Stolberg-Gedern    | Ludovico Cristiano di Stolberg-Gedern         |  |  |       |  |  |                                               |  |  |                                               |  |
|                                                 |                                 | Ferdinanda Enrichetta di Stolberg-Gedern    | Ludovico Cristiano di Stolberg-Gedern         |  |  |       |  |  |                                               |  |  |                                               |  |
|                                                 |                                 | Ferdinanda Enrichetta di Stolberg-Gedern    | Cristina di Meclemburgo-Güstrow               |  |  |       |  |  |                                               |  |  |                                               |  |
|                                                 |                                 | Ferdinanda Enrichetta di Stolberg-Gedern    |                                               |  |  |       |  |  |                                               |  |  |                                               |  |